# لويز ماكوبانزا
لويز ماكوبانزا (بالفرنسية: Louise Makubanza)‏ مواليد 28 سبتمبر 1992، هي لاعبة كرة يد كونغولية تلعب كحارس مرمى. مثلت منتخب جمهورية الكونغو الديمقراطية لكرة اليد للسيدات.

## سجل المنافسة
شاركت في البطولات التالية:
- بطولة العالم لكرة اليد للسيدات 2013
- بطولة العالم لكرة اليد للسيدات 2015